# Phymatopteris laciniata
Phymatopteris laciniata là một loài thực vật có mạch trong họ Polypodiaceae. Loài này được (C. Presl) Pic. Serm. miêu tả khoa học đầu tiên năm 1973.